# Lineaspis caroli
Lineaspis caroli är en insektsart som först beskrevs av Green 1919.  Lineaspis caroli ingår i släktet Lineaspis och familjen pansarsköldlöss. Inga underarter finns listade i Catalogue of Life.